# Chillerama
Chillerama es una película de terror y comedia de 2011 que consiste en cuatro historias (o segmentos) que toman lugar en un atardecer. Cada segmento son homenajes a diferentes géneros y estilos. La filmación tuvo lugar a finales de 2010 y la cinta fue estrenada en 2011.
El primer segmento es "Wadzilla" y fue dirigido por Adam Rifkin. Es una parodia de las películas de monstruos de 1950 y es protagonizada por Rifkin.
El segundo es "I Was a Teenage Werebear" y es dirigida por Tim Sullivan. Es una parodia de Rebel Without a Cause, Grease, y La Saga Twilight y se establece en 1962. Es protagonizada por Sean Paul Lockhart y Gabby West. El tercero se llama "The Diary of Anne Frankenstein" y estuvo dirigido por Adam Green. Es una parodia de Hitler y The Diary of Anne Frank y es protagonizada por Joel Moore. El último segmento es "Zom B Movie", una parodia de las películas de zombis, y estuvo dirigido por Joe Lynch.

## Segmentos

### Wadzilla
Es una parodia de las películas de monstruos de 1950 y se trata de "un chico que va a buscar su cuenta de espermas, y se crea un esperma enorme que ataca Nueva York." Estuvo dirigida por Adam Rifkin, quien también protagoniza la película. Los efectos especiales fueron hechos por The Chiodo Brothers.
Elenco
- Adam Rifkin

### I Was a Teenage Werebear
Es un musical y parodia de Rebel Without a Cause, Grease y la saga Twilight. Está establecida en 1962 y se trata de "un chico cerrado que conoce otros chicos cerrados, que cuando despiertan se transforman en osos de cuero." Estuvo dirigida por Tim Sullivan. Sullivan, quien es abiertamente gay, incluyó algunas referencias a dicha cultura en el segmento. La palabra oso se aplica a "hombres grandes fornidos y peludos" en la comunidad gay. Incluye cinco canciones originales de rock 'n roll realizadas por los actores.
El casting fue difícil ya que actores heterosexuales rechazaban el papel y a muchos actores gay no le fueron permitidos hacer el papel por sus representantes. La estrella gay de porno Sean Paul Lockhart (Brent Corrigan) fue elegido para el papel principal. El 5 de noviembre, una escena fue filmada en la playa de Sycamore Cove cerca de Malibú. Robert Pendergraft hizo los efectos especiales.
Elenco
- Sean Paul Lockhart como Ricky; un personaje al estilo James Dean
- Gabby West como Peggy Lou; un "personaje de Sandra Dee de la época de 1960, que se vuelve loca." También está obsesionada con Ricky.
- Anton Troy como Talon.
- Lin Shaye como Enfermera Maleva.
- Adam Robitel como Butch; un matón homofóbico que castiga a los gais violándolos.

### The Diary of Anne Frankenstein
Es una película en blanco y negro sobre Hitler "tratando de crear la máquina asesina perfecta para ganar la guerra". La película es en alemán pero Joel Moore, que interpreta a Hitler, no sabe alemán y habla galimatías durante la película, pero se muestran los subtítulos. Fue dirigido por Adam Green.
Elenco
- Joel Moore como Adolf Hitler.
- Kane Hodder como Meshugannah.
- Kristina Klebe

### Zom B Movie
Es una parodia de las películas de zombis de los '70 y '80 y estuvo dirigido por Joe Lynch.

## Lanzamiento
La película está apuntando a un lanzamiento en el 2011. El segmento "The Diary of Anne Frankenstein" fue mostrado en London FrightFest Film Festival 2010 a una respuesta positiva por parte de la audiencia.